# Engyprosopon latifrons
Engyprosopon latifrons es una especie de pez de la familia Bothidae en el orden de los Pleuronectiformes.

## Hábitat
Es un pez de mar.

## Morfología
• Pueden llegar alcanzar los 8 cm de longitud total.

## Distribución geográfica
Se encuentra desde las  costas de Filipinas hasta las de la  China.